# 越南曆

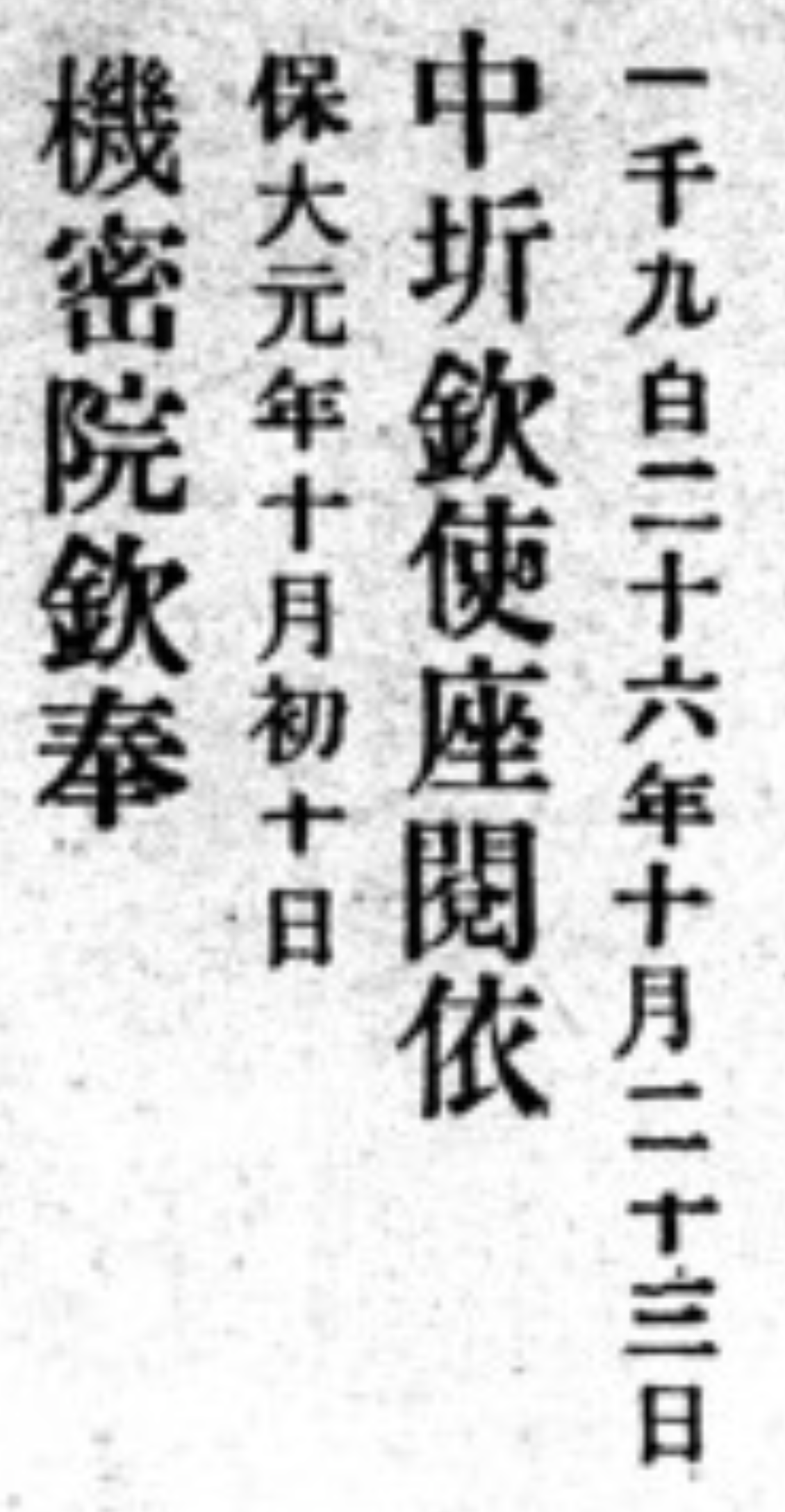
一份中圻钦使和机密院共同发布的文告，上面以汉文印出公历日期“一千九白（百）二十六年十月二十三日”和越南历日期“保大元年十月初十日”。

越南历，当地人谓之“农历”（越南语：／）或“阴历”（越南语：／），是越南一种基于中国农历创制的历法，为阴阳合历。越南1954年开始使用格里高利历（公历）作为官方历法，如今越南曆多用于传统各种民俗活动节日等，如越南新年和中秋节。

## 历史
越南第三次北属时期后，越南统治者开始根据中国历法创制自己的历法。根据《越史略》记载，早在公元1029年，越南李朝就已经在首都升龙（今河内）设立了天文占星机构。1324年，越南陈朝引入了中国元朝的《授时历》。
以下为越南历史上使用过的各种历法：
| 历法名称           | 使用年份       | 备注                                                                                             |
| ------------------ | -------------- | ------------------------------------------------------------------------------------------------ |
| 授时（Thụ Thời）           | 1324年－1339年 | 授时历为中国元朝官方历法。                                                                       |
| 协纪（Hiệp Kỷ）           | 1339年－1401年 | 可能是授时历名称变更。                                                                           |
| 顺天（Thuận Thiên）           | 1401年－1413年 | 协纪历被废止，但至今暂无顺天历与协纪历差别的相关记载。                                           |
| 大统               | 1413年－1813年 | 大统历为中国明朝官方历法，越南第四次北属时期开始使用，明朝结束对越南的占领后仍继续使用至1813年。 |
| 协纪（Hiệp Kỷ）→時憲      | 1813年－1840年 | 时宪历为中国清朝官方历法。注意不要与1339年至1401年的协纪历混淆。                                 |
| 格里高利历（公历） | 19世纪早期     | 由法国人引入越南，与协纪历共同作为越南官方历法。                                                 |
| 协纪（Hiệp Kỷ）           | 1841年－1954年 | 此阶段的协纪历已不同于中国清朝时宪历。                                                           |

自1945年起，越南官方开始将格里高利历（公历）作为行政机关官方历法，越南历仍在民间使用。1967年8月8日，北越政府颁布法令，将越南标准时间从UTC+8改为UTC+7，并将公历作为唯一的官方历法，将农历的使用限制在节假日和纪念日。1975年越南统一后，越南南部也开始遵从上述要求。

## 与中国农历的差别
越南历和农历基于天文测算，这就导致不同时区内的同一个节日可能在不同日期。最常见的情况是由于时差，朔的时刻在不同地区分属两日，导致农历相差一天。例如在1968年，南北越因时差问题分别在不同日期庆祝了越南新年，中越两国农历日期也经常会相差一天。在极端情况下时差还会影响到置闰，导致中越两国农历在几个月内会相差一个月。由于农历规定冬至日必须在冬月（十一月），由于时差原因，有时在一地朔的时刻和冬至时刻落在同一天，但在另一地朔的时刻和冬至时刻分属两天，这导致中国和越南冬月相差一个月，并影响到置闰以及冬月附近的诸多月份。
例如1984年冬至在协调世界时12月21日16:09:12（北京时间22日00:09:12，河内时间21日23:09:12），而新月在协调世界时22日11:35:39（两国时间均在此日），这导致两地冬月相差一个月。受此影响，中国农历在1984年置闰十月，但越南历则在1985年置闰二月。也正因为此，1985年越南新年在公历1月21日，而中国春节在2月20日。另外，由于农历规定若两冬月间不计冬月剩余12个月，则置闰于两冬月间第一个无中气之月。朔的时刻和其他中气时刻的关系也可能在一地为同一日，在另一地分为两日。这会导致两地对无中气之月的判定出现差异，同样可能影响置闰，并导致农历在几个月内相差一个月。
此外，越南十二生肖与中国十二生肖也有差异，越南以猫取代了中国的兔，使得越南有“猫年”而无“兔年”；另外越南的生肖牛指的是水牛，而不是中国较为常见的黄牛。